# 克林頓 (內布拉斯加州)
克林頓（英語：Clinton）是位於美國內布拉斯加州謝里敦縣的村。

## 人口
根據2020年美國人口普查的數據，克林頓的面積為0.24平方千米，皆為陸地。當地共有人口38人，而人口密度為每平方千米158人。